# 杉田智和のアニゲラ!ディドゥーーン
『杉田智和のアニゲラ!ディドゥーーン』（すぎたともかずのアニゲラディドゥーーン）は、2009年4月9日から2021年3月25日まで文化放送超!A&G+で配信されたインターネットラジオ番組。パーソナリティは杉田智和とマフィア梶田。略称・愛称は「アニゲラ」。
第101回からは番組がリニューアルし、番組名が『杉田智和のアニゲラ!ディドゥーーン!!』に変更になった（末尾に「!!」が追加されたのみ）。
2016年3月をもって終了し、4月からは『アニゲラ!ディドゥーン!!!』に改題、リニューアルした（末尾の「!」がさらに一つ追加され、「杉田智和」の名を排したタイトルとなったが、パーソナリティの杉田は続投している）。
2021年1月7日分の放送で、番組終了が告知され、同年3月25日の放送をもって終了。これにより「アニゲラ」シリーズは12年の放送に幕を降ろした。

## 番組概要
杉田智和の杉田智和による、心が10代の男子・女子に向けたアニメ・ゲーム・特撮・声優などを中心とするラジオ番組。杉田自身はこの番組について「アニメ・ゲームの最新情報を扱うわけではなく、懐かしい話や好きな作品の話をして想いを共有するのが目標」と語っている。

### 配信時間
毎週更新
- 2018年9月6日 -

木曜日 21:00 - 21:30（リピート配信: 金曜日 9:00 - 9:30）
過去の配信時間
隔週更新
- 2009年4月9日 - 2010年3月25日

木曜日 21:00 - 22:00 （リピート配信: 金曜日 9:00 - 10:00）
- 2010年4月8日 - 2011年9月22日

木曜日 21:00 - 22:00 （リピート配信: 金曜日 10:00 - 11:00）
- 2011年10月6日 - 2015年9月25日

木曜日 21:00 - 22:00 （リピート配信: 金曜日 10:00 - 11:00、土曜日 12:00 - 13:00）
- 2015年10月9日 - 2016年3月31日

木曜日 21:00 - 22:00 （リピート配信: 金曜日 9:00 - 10:00、土曜日 12:00 - 13:00）
毎週更新
- 2016年4月7日 - 2018年8月30日

木曜日 21:00 - 21:30（リピート配信: 金曜日 9:00 - 9:30、土曜日 12:00 - 12:30）
- 2018年9月6日 - 2020年4月16日、2020年6月18日 -

木曜日 21:00 - 21:30（リピート配信: 金曜日 9:00 - 9:30）
- 2020年4月23日 - 2020年6月11日

木曜日 21:00 - 21:30（リピート配信: 金曜日 9:00 - 9:30、翌週木曜日 21:00 - 21:30、翌週金曜日 9:00 - 9:30）
新型コロナウイルスの感染拡大防止のため、収録頻度の変更を行い、放送は毎週だが内容の更新は隔週となった。

### パーソナリティ
メインパーソナリティ
- 杉田智和

パーソナリティ
- マフィア梶田 / SP田中

第8回から登場。4Gamer.netのライター。
長い間「SP田中」名義のアシスタントだったが、第101回（2013年2月7日配信）より「マフィア梶田」名義でアシスタントパーソナリティとなった。
アシスタント
- AGRS（"Automatic Game Revolution System"の略で、"アジルス"と読む）

本番組に"進化というか変化、革命を起こすべく投入された画期的なシステム"である人工知能ロボットという設定。
第21回から登場し、第24回からは女性ボイスが、第29回からは男性ボイスもついた。主に上記二人のツッコミ役となるボイスが流れる。番組を通じて成長していく予定で、以後何度かボイスの種類が増えているほか、一時期収録して欲しいボイスも募集していた。
声の正体は男女ともに不明。だが、男性ボイス担当の方は「男AGRS」として何度か番組に出演しており、準レギュラーのような扱いである。また、早見沙織が声を担当したことがある。
「AGRS」という名前は、杉田の知人のあだ名が元になっている。この人物は、杉田曰く「『咲-Saki-』のポスターを下から覗いて『なんで見えないんですかね』と言う変態」らしい。
ライバルキャラクターに「TA-G（タージ）」がおり、セーフモードの「G-TA（ジータ）」になる、という設定。番組内のミニドラマでゲストの女性声優が声を当てることがある。
第116回にて貧乳であることが杉田の口から発せられ、一方でTA-Gは爆乳という設定が明かされている。
イラストをリスナーより常時募集しており、一部のイラストは番組公式Twitterアカウントで公開されている。
第57回配信ではAGRSが『LORD of VERMILION Re:2』に正式参戦することが発表された。通常排出はされず、雑誌『アルカディア』2011年9月号に封入特典として収録された。また、杉田がパーソナリティを務めているWebラジオ『ぶるらじ』にも飛び入りで登場。この時のイラストはアークシステムワークスのオリジナルデザインで、2011年度の冬コミではアークシステムワークスのデザインイラストで限定販売された。
なお、杉田と熊川が制作に関わっている『月英学園』シリーズをコミックマーケット等で販売する際のサークル名が「AGRS」である。
準レギュラー
杉田の友人が遊びに来ている。有象無象と一括りに紹介されることが多い。
- 祁答院慎（第9回 - 、チームグリグリ『コープスパーティーシリーズ』製作総指揮） - ゲストとしても並行して出演している。
- SP佐藤（第15回 - ）
- 朝倉ブルー（第15回 - 、エロ漫画家「ウルトラシッカチーフ」の片割れ）
- fan114（第14回 - 『月刊アルカディア』ライター、LoV公式サポーター）
- 熊川秋人（第26回 - 、元アージュ社員）
- 男AGRS（第40回 - 、男声AGRS担当声優）
- ヴルコドラク（第92回 - 、『LORD of VERMILION』の使い魔キャラクター。架空人物であるため、台詞は同ゲームで発している台詞のみ）
- 根岸和哉（第102回 - 、マンスリーゲスト）
- MEN店長（第107回 - 、PLUCK店長） - ゲストとしても並行して出演している。
- ゼクス（第109回 - 、杉田のゲーム仲間）
- リアルTA-G（第120回 - 、AGRSのライバルキャラクター「TA-G」の元ネタとなった男性）
- pu2（第122回 - 、エロ漫画家「ウルトラシッカチーフ」の片割れ。ゼクスの兄）
- ikuyoan（第145回 - 、イラストレーター） - 当初はイラスト投稿をしていたリスナーだったが、上京に伴い準レギュラーとなる。
- ぽえむ（第18回（通算第201回） - ）- 杉田が『艦これアーケード』を通じて知り合った一般人。

## コーナー
番組冒頭では「うろ覚えディドゥーーン劇場」と称し、アニメやゲームのワンシーンをパロディを交えて再現する。また、エンディングにもショートドラマを行う。
ふつおた（旧：普通のオタク!略して→現：やっぱり、普通のオタク!略して）
リスナーから寄せられた「ふつおた」を紹介し、ゲストとトークを繰り広げる。ゲスト出演時は、実質的なメインコーナー。
以前はオープニング直後のフリートーク内で放送していたが、ゲストの呼び込み、AGRSイラストやテーマメール紹介が占めるようになったため、コーナー化。
フリートーク内で紹介できなかったメッセージや、ゲスト宛のテーマメールも紹介する。
コーナーのテーマ曲はまもるクンは呪われてしまった!の「YO-KAI Disco」。
ヴルコドラク（旧：吠えろ！俺のヴルコドラク→現：野獣伝説３ヴルコなるドラク）
リスナーの最近興奮した出来事を募集し、マフィア梶田に判定してもらうコーナー。判定結果にはヴルコドラクの台詞が使われるが、判定することのできない内容に対してはikuyoanの「ブッチャーだ！」が使われる。
コーナーのテーマ曲はアニメ『ウィッチブレイド』のオープニング曲・サイキックラバーの「XTC」だったが、第110回からT.M.Revolutionの「LEVEL 4」に変更された。
よしまさの地図（旧：噂のケンミン情報局）
リスナーから寄せられたご当地情報を紹介する。
これはアシスタントのマフィア梶田が「地理の成績が悪かった為に、東京以外の都道府県の配置を知らないでいる」為、リスナーから寄せられたご当地情報を基に正しい日本地図を覚えようといった理由からできた企画でもある。通称"梶田くんを人間にするコーナー"。
また、番組内で梶田はご当地情報を基に紙に日本地図の絵を書き起こし、紹介された都道府県を描き足しているが、杉田やゲストの発言から正しい都道府県の配置ができていないどころか、字が汚いために読み間違いも起きている模様。初見のゲストに日本地図を見せたときにあまりの酷さに絶句されるのもお約束となりつつある。また、コーナー冒頭では杉田による細谷佳正の物真似も恒例となっている。
その後、梶田の書いた地図は初の公開録音の際に撮影禁止という条件付きで展示され、30分番組化して以降はTwitterやFacebookで一般公開されるようになり、回を追うごとに書き足されている。
コーナーのテーマ曲は第183回まで「光と風の四季」（NHK「小さな旅」テーマソング）が使われた。
メイのバカ!もう知らねぇからな!
番組から出題されたアニメ・マンガのセリフをもじったセリフで、リスナーから寄せられた回答で紹介するリスナー参加型大喜利コーナー。
パワーゲイザー
正式コーナー名「やっぱりパワーゲイザーオチ」。リスナーから寄せられたイラつく出来事に対し、テリー・ボガードにパワーゲイザーしてもらえるかを杉田たちが判定するコーナー。コーナー内容自体が曖昧なためか、番組で行われることが非常に少なく、下ネタだらけの「ヴルコドラク」とは対照的な内容のコーナーとして落ち着いている。
判定に使われるのはテリー・ボガードのキャラボイスで、プロデューサーがSNKプレイモアに直接交渉し許可を得て使用が実現した。
コーナーのテーマ曲は『餓狼伝説3』の「テリーステージ」。
陳宮（旧：毒手）
没になったメールを紹介するコーナー。コーナータイトルを読み上げているのは上坂すみれであるが、これは上坂すみれの♡（はーと）をつければかわいかろうとコーナー名を交換した為である。
スクランボー
突然起こった出来事をライブ感溢れる描写で報告するコーナー。
コーナー名の由来は、高校時代 杉田の友人二人が修学旅行先で生徒会長（女生徒）が電話をかけながら強烈な放屁音を発したのを偶然聞いてしまい、その様子を「智！スクランボー、スクランボー！！」の前口上と共に杉田へ報告した事に由来する。
コーナーのテーマ曲はアニメ『スクールランブル』のオープニング曲「スクランブル」。

### 終了したコーナー
すでに終了していた事後スパークとSP候補生以外のコーナーは第100回を以てまとめて終了することが第101回で発表された（ただし、ふつおたで今までのコーナーと同内容のメールを受け付けている）。
そんなことよりゲームやろうぜ!→そんなことより○○しようズエア!
番組の看板コーナー。コーナー名の元ネタは『キャプテン』の主人公谷口タカオのセリフ「そんなことより野球しようぜ!」から。
ゲスト（主に声優が多い）が来ている際は、タイトルコールをゲストが行う。後の回ではAGRSがタイトルコールを行うようになる。
第100回までは、少年時代にドップリと漬かったゲームや新作ゲームをプレイしつつ紹介していた。杉田やゲストが私物のゲーム機・ソフトを持ってくることもあった。
第101回で打ち切られたが、その後も最新ゲーム・アニメ作品の紹介等を中心に不定期で行っていたが、30分番組化に伴い事実上の終了となった。
そのため、コーナータイトルの「○○」の部分は毎回変わる。また、コーナー復活してから杉田が『BLAZBLUE』のハクメンの掛け声にあやかって「〜しようズエア！」と言うようになった。
コーナーのテーマ曲は通常『遊戯王デュエルモンスターズ』の「クリティウスの牙」が流れる。
もしも転生 if…
「もしも○○できたなら?」というテーマに沿って送られてきたリスナーの想像を紹介する（例：「もしも魔法が使えたら」など）。
コーナー名の元ネタはゲームソフト『真・女神転生if...』から。
コーナー開始時の曲も、元ネタにちなんで『真・女神転生if...』のタイトルデモ曲が使われている。
後に『真・女神転生』の廃墟（東京大破壊後の2Dフィールド）BGMが使用されるようになる。
私が町長です。
人生に多大な影響を与えたアニメ、漫画、ゲームの名言をリスナーから募集し紹介する。
コーナー名の元ネタは杉田が影響を受けたゲーム『ロマンシング サ・ガ3』のセリフをそのまま引用している。コーナー開始時のテーマ曲も、同じく『ロマンシング サ・ガ3』のマスコンバット戦闘開始時のBGMが使われている。
当初はコーナー名が「私が村長です。」だったが、リスナーからの指摘でミスに気づき現タイトルになった。
なお第30回放送のみの特別企画として、ゲストの小島秀夫監督作品の名言を集めた「私が監督です。」が行われた。
アニゲラトライスター（アニゲラマイスター→アニゲラフラッグファイター→アニゲラソルブレイヴス隊→アニゲラネームレス小隊）
番組が出したテーマに沿ったお勧め作品を募集している（例：学園ものなど）。
メッセージを送るときには、よくレンタルビデオ店や書店で店員さんが書いている、POPっぽく送って欲しいとのこと。
また、コーナーの冒頭は、杉田がリボンズ・アルマークのモノマネ（別名「杉ボンズ」）や、グラハム・エーカーのモノマネで話すのが恒例であった。
第23回では『機動戦士ガンダム00』に出演していた神谷浩史がゲスト出演していたため、「本物のマイスターがいる!」というツッコミが入り、第31回ではハワード・メイスン役の高橋研二がタイトルコールを担当した。
コーナー名の元ネタは全て中村悠一が登場する作品（「アニゲラフラッグファイター」以降はさらに中村が演じた人物が隊長の部隊）が元ネタとなっており、コーナーのテーマ曲は「儚くも永久のカナシ」（『機動戦士ガンダム00』オープニング、当初〜）→「Funky Foxy Lovely Time」（第29回〜）→「UNICORN」（『機動戦士ガンダムUC』、第64回〜）が流れる。中村がゲストに登場した回にコーナー名が変わることが多い。現コーナー名は第64回から。
ワンチャンスありますよね
日常のなかで絶望的な状況に活路を見いだし、それがありかどうかを杉田に聞くコーナー。
休止になることが多く、杉田も「人気がないからそろそろコーナーを終了させようかと思っている」と発言したことがあるが、その次の回で大量のメールが来たため撤回された。
コーナーのテーマ曲は水樹奈々の『Take a chance』。
うえだ巨神兵
第25回放送から始まったミニコーナー。通常コーナー前に行われる。
リスナーから、野太い声のキャラクター「うえだ巨神兵」に代弁してほしいネタを募集し紹介する。
コーナーの曲は、LUNA SEAの『BELIEVE』、第31回からはシャ乱Qの『上・京・物・語』、第36回からはGLAYの『千ノナイフガ胸ヲ刺ス』、第66回からはアニメ『ゆるゆり』のオープニング「ゆりゆららららゆるゆり大事件」が使われ、その後はさざ波の音をBGMに加工された音声で「うえだ巨神兵、うーみん」とタイトルコールされるようになった。
第29回放送で、「スフィアでは寿美菜子派」であることが判明、同回のエンディングで杉田にツッコミを入れられ、その後も度々同コーナーで寿美菜子に関連するネタが出ている。
なお回によってはゲストやAGRSが巨神兵に代わってつぶやく場合もある。
HOME MADE裸族
第48回から始まった、リスナーが投稿してきたお題に即興で回答する大喜利コーナー。
投稿する際にはリスナー自身の回答例も明記することが求められており、お題の選定は同ラジオの構成作家の坂本が行っている。
杉田いわく「ぶるらじの『もしものブレイブルー』のパクリ」で、ほぼ毎回行われているためにSP田中は「毎週が罰ゲーム」と言っている。
リニューアルに伴って終了したが、初の公開録音（第159回にて内容を放送）で久しく行われた。
コーナーのタイトルは人気グループ「HOME MADE家族」のもじりで、コーナーのテーマ曲も彼らの代表曲『少年ハート（アニメ『交響詩篇エウレカセブン』オープニング）』が使われている。
事後スパーク
後々になって知らされたどうしようもない現実をリスナーから募集し紹介する。
コーナー名の元ネタは『ドラゴンクエストシリーズ』の呪文ジゴスパーク。
コーナーのテーマ曲は、往年の名プロレスラー・スタン・ハンセンの入場テーマ曲『サンライズ』。
また、メッセージを紹介した後は杉田が『さよなら絶望先生』の糸色望のセリフ「絶望した!○○に絶望した!」と、メッセージに対して言い放つことがある。
「終了した」とは発表されていないものの、数回しか行われておらず、メールの募集も行っていないため、事実上の終了状態となっている。
SP候補生
第40回から始まった新コーナーで、リスナーから寄せられた「我こそはSPにふさわしい!」という人物（自薦・他薦問わず）を、SP田中とSP佐藤が紹介し対戦する企画。
杉田曰く「スウィートジャンクションのパクリ」。第47回で打ち切られた。
コーナーのテーマ曲は、アニメ『女神候補生』のオープニング曲。
配役人間になりたい
パーソナリティーやゲストの一般常識を測るクイズコーナー。不正解者は「うえだ巨神兵ヘルファイア」のコーナーで大喜利を行う。
お願いAGRS
アニゲラのキャラクター（AGRS、TA-G、SP田中など）にしてほしい事を募集するコーナー。
うえだ巨神兵ヘルファイア
リスナーが投稿してきたお題に「早く人間になりたい」で不正解になったパーソナリティ或いはゲストが即興で回答する大喜利コーナー。
HOME MADE裸族の後継コーナーである。
「配役人間になりたい」とセット扱いだったのだが、「配役人間になりたい」が打ち切られてしまったため、単独コーナー化。
アニゲラジュークボックス
リスナーから寄せられた替え歌を紹介する。梶田からは「猥歌を募集するコーナー」と指摘されている。
ガチボリックラバーズ
リスナーから寄せられたキャラクター・2次元に対するガチすぎる愛のエピソードを紹介し、そのエピソードのガチ過ぎる愛・価値観を称賛する。元ネタはDIABOLIK LOVERSから。
親権ジャー
正式コーナー名「獄中刑事サイバン」。番組から出題された画像に入る吹き出しセリフで、リスナーから寄せられた回答を紹介する大喜利コーナー。
お題の画像は、初期の頃は杉田や梶田、祁答院が写った写真などで募っていたが、現在は朝倉ブルーの描きおろしイラストで定着している。
テーマソングはサイキックラバーの侍戦隊シンケンジャーである。
あ～…何だっけ？
過去に見聞きしたのに思い出せなくなった作品やうろ覚えの内容でタイトルを思い出せない作品をリスナーから募り、後日の放送までに出演者・リスナーの報告で解決していこうという宿題コーナー。
コーナー名の元ネタは杉田が石塚運昇のモノマネをする時に使う口癖。

## エピソード・逸話
- 収録日は基本的に本配信の前の週の水曜日（リピート放送の前日）[16]。
- 『以下略』で本番組が取り上げられたことがある[17]。
- 第13回での安元洋貴とSP嵐山小夜子や、第17回でのKENNのように、番組内でゲスト告知がないにも関わらずゲストが登場することがある[18]。
- 番組の冒頭などで、杉田がハマっている『LORD of VERMILION』の話題が頻繁に出ており、何度か「LoV特集」を行っている。また、これに関連して、初の番組特製グッズとして「ディドゥーーンローダー（カードローダー）」と「ディドゥーーンクロス」が作られ、現在は「超!A&G」公式サイトで通販も行われている。
- 番組内でかかる曲はゲームミュージックが多く、特に杉田が大好きであると公言している伊藤賢治の曲が多い。第28回にて伊藤本人がゲストとして登場した[注 4]際は、杉田は「夢のような話」と語っていた。後に伊藤は本番組のオープニングテーマを制作、第57回から使用されている。また、前述の通りAGRSの参戦が決まっている『LORD of VERMILION Re:2』のサウンドトラックに収録。
- 文化放送の人気番組6番組を集めての「A&Gカレンダー」2010-2011バージョンの10月、11月に「杉田智和のアニゲラ!ディドゥーーン」が選ばれ、杉田智和とその仲間達ということで出演することになった。なお、杉田以外は全員素人である（2009-2010でも出演している）。
- 放送開始から一年たった2010年4月より、本番組のすぐ後にアシスタントのSP田中が出演するRADIO 4Gamerがスタートした。
- 第33回放送では、スクウェア・エニックス本社内スタジオでの収録が行われ、また番組初の動画配信による放送となった。さらに収録当時稼働前だった『LORD of VERMILION II ULTIMATE Version』の、杉田とfan114（同回ゲスト）による体験プレイも行われている。
- 第34回放送にて、出演者とAGRSのイラストが書かれたティッシュボックスが作られ、「ディッシュ」という商品名で、コミックマーケット78にて発売。番組スタッフによれば、約4000個製造した。
- ゲストに目黒将司が来た場合、自身のゲームの紹介の他に、『機動戦士Ζガンダム』や『機動戦士ガンダムΖΖ』の話をするのがお約束となっている。
- ゆかなは1年周期でゲスト出演していた。
- 4月1日のTwitterで杉田本人が「次回のアニゲラに 早見沙織さんが来る」とエイプリルフールのネタとして書き込んだが、実際に第54回放送のゲストは早見だった。
- 第60回は、第33回放送同様スクウェア・エニックス本社内スタジオでの動画配信となり、収録当時稼働前の『LORD of VERMILION Re:2』体験プレイも行われている。なおこのプレイでは杉田・fan114共に、アルカディア2011年9月号付録の「アジルス」カードを各々のデッキに用いている。
- 第62回配信のゲストに熊川貴族がゲスト出演する予定であったが、盲腸により番組を欠席した。
- 2011年の夏コミでAGRSのラバーキーホルダー（「アジラバー」）を販売。製作数のほとんどをコミケで売り切った[19]。
- 年内ラストの放送はゲストに近藤浩徳と江川大輔が来るのが恒例になっている[20]。
- 2015年4月19日に番組初となる公開録音が行われ、その模様が第159回で放送された[21]。
- 『杉田智和のアニゲラ!ディドゥーン!!』第183回と『アニゲラ!ディドゥーン!!!』第1回は同時録りだった。
- 2017年3月15日に発表された第3回アニラジアワードにおいて、「BEST MALE RADIO 最優秀男性ラジオ賞（一般部門）」を受賞した[22]。

## 「そんなことよりゲームやろうぜ!」で紹介されたゲーム
- #1：がんばれゴエモン〜ゆき姫救出絵巻〜
- #2：スーパーウルトラベースボール、Jリーグエキサイトステージ96、バトルドッジボール、キャプテン翼V、ATHENS 2004
- #3：Persona（PSP版）
- #4：パイロットウイングス
- #6：ストリートファイターIV（Xbox 360版）
- #7,#14：LORD of VERMILION
- #8：ダブルドラゴン（ネオジオ版）
- #9：コープスパーティー
- #10：モンスターハンター3(トライ)
- #11：痛快GANGAN行進曲
- #12,#16：ラブプラス
- #13：ファイターズヒストリーダイナマイト
- #15：ダウンタウン熱血行進曲 それゆけ大運動会（Wiiバーチャルコンソール版）
- #17：モトローダー（Wiiバーチャルコンソール版）
- #18：機動戦士Ζガンダム エゥーゴvs.ティターンズ（PS2版）
- #19：ニンテンドウオールスター!大乱闘スマッシュブラザーズ（N64版）
- #20：スーパーボンバーマン3
- #21：コール オブ デューティー モダン・ウォーフェア2
- #22：ラブプラス、ファイナルファイト2
- #23：ファミコン探偵倶楽部PartII うしろに立つ少女（スーパーファミコン版）
- #24：バーコードバトラーII
- #26：魔法先生ネギま! 1時間目 お子ちゃま先生は魔法使い!
- #27：マネーアイドルエクスチェンジャー
- #28：BEMANI・pop'n music 13 カーニバル
- #29：ロードランナー（Wiiバーチャルコンソール版）
- #30：メタルギアソリッド ピースウォーカー
- #31：燃えろ!ジャスティス学園（ドリームキャスト版）
- #32：キャッスルヴァニア ロード オブ シャドウ
- #33：LORD of VERMILIONII ULTIMATE Version
- #34：コープスパーティー ブラッドカバー リピーティッドフィアー（PSP版）
- #35：どこでもいっしょ レッツ学校!
- #37：ルナーボール
- #39：パラッパラッパー
- #40：ロード オブ アルカナ
- #41：クイズマジックアカデミーDS 二つの時空石
- #42：高機動幻想ガンパレード・マーチ
- #43：バトルシティー
- #46：モンスターハンターポータブル 3rd
- #49：キャサリン[23]
- #51：ファンタジーアース ゼロ
- #55：モンスターファーム (PlayStation)
- #57,#60：LORD of VERMILION Re:2
- #58：お掃除戦隊くりーんきーぱー
- #62：SDザ・グレイトバトル 新たなる挑戦
- #63：コープスパーティー Book of Shadows
- #66：ストライクウィッチーズ 白銀の翼
- #68,75：NEWラブプラス
- #69：ティーンエージ ミュータント ニンジャ タートルズ タートルズ イン タイム
- #71：BLAZBLUE CONTINUUM SHIFT EXTEND（PS3版）
- #73,#110：くまうた
- #74：闘神伝3
- #76：ソニコミ
- #78：バイオハザード
- #79：ストリートファイターII TURBO
- #80：らんま1/2 超技乱舞篇
- #82：ダンジョンズ&ドラゴンズ シャドーオーバーミスタラ
- #83：ワギャンランド
- #85：アイドルマスター シンデレラガールズ
- #86：ジョイメカファイト
- #87：ぎゃる☆がん
- #89：コープスパーティー -THE ANTHOLOGY- サチコの恋愛遊戯♥Hysteric Birthday 2U
- #90：ドラゴンクエストX 目覚めし五つの種族 オンライン
- #91：グラップラー刃牙 バキ最強烈伝
- #95：Kinect スポーツ ボウリング
- #101：ハイパーストリートファイターII 〜アニバーサリーエディション〜
- #103：デーモントライブ
- #104：F-ZERO
- #105：フォトカノ
- #106：Jリーグサッカー プライムゴール2
- #109：スーパーボンバーマン3
- #115：機動戦士ガンダム オンライン
- #120：モンスターハンター4
- #123,#125：バトルスピリッツ
- #128：Saints Row IV
- #132：花組対戦コラムス
- #160：白猫プロジェクト

## ゲスト
準レギュラーを除くゲスト
- #02（2009年04月23日）: 小野友樹
- #03（2009年05月07日）: 目黒将司（アトラス、『Persona(PSP版)』ディレクター）[24]
- #05（2009年06月04日）: 岡本信彦
- #06（2009年06月18日）: 中村悠一
- #07（2009年07月02日）: 柴貴正（スクウェア・エニックス、『LORD of VERMILION』プロデューサー）
- #08（2009年07月16日）: SP田中[注 5]
- #09（2009年07月30日）: 祁答院慎（チームグリグリ、コープスパーティーシリーズ製作総指揮）
- #10（2009年08月13日）: 三瓶由布子
- #11（2009年08月27日）: 羽海野チカ
- #12（2009年09月10日）: 内田明理（コナミデジタルエンタテインメント、『ラブプラス』プロデューサー）[25]
- #13（2009年09月24日）: 安元洋貴、SP嵐山小夜子
- #14（2009年10月08日）: 上原利之（『LORD of VERMILION』ディレクター）
- #16（2009年11月05日）: 阪口大助
- #17（2009年11月19日）: KENN
- #18（2009年12月03日）: 目黒将司（※2回目の登場）
- #20（2009年12月31日）: 江川大輔、近藤浩徳
- #22（2010年01月28日）: 山本匠馬
- #23（2010年02月11日）: 神谷浩史
- #24（2010年02月25日）: 中村悠一（※2回目の登場）
- #26（2010年03月25日）: 熊川秋人（フリーライター）
- #27（2010年04月08日）: ゆかな
- #28（2010年04月22日）: 伊藤賢治[26]
- #30（2010年05月20日）: 中村悠一（※3回目の登場）[注 6][27] 、小島秀夫（小島プロダクション、『メタルギアシリーズ』監督）
- #31（2010年06月03日）: 高橋研二
- #32（2010年06月17日）: 熊川秋人（※2回目の登場）
- #33（2010年07月01日）: 上原利之（※2回目の登場）、町田先生（『LORD of VERMILION』魔種企画担当）
- #34（2010年07月15日）: 祁答院慎（※2回目の登場）[28]
- #35（2010年07月29日）: 熊川秋人（※3回目の登場）
- #36（2010年08月12日）: 佐藤利奈
- #37（2010年08月26日）: 羽海野チカ（※2回目の登場）、神谷浩史（飛び入り）（※2回目の登場）、中村悠一（※4回目の登場）
- #38（2010年09月09日）: 伊藤賢治（※2回目の登場）、光田康典[29]
- #40（2010年10月07日）: 柴貴正（※2回目の登場）
- #41（2010年10月21日）: 宮坂俊蔵
- #42（2010年11月04日）: 阪口大助（※2回目の登場）
- #44（2010年12月02日）: 樋口智透
- #45（2010年12月16日）: 中村悠一（※5回目の登場）
- #46（2010年12月30日）: 近藤浩徳（※2回目の登場）
- #47（2011年01月13日）: 小野大輔
- #48（2011年01月27日）: 三上枝織
- #49（2011年02月10日）: 目黒将司（※3回目の登場）
- #50（2011年02月24日）: 中村悠一（※6回目の登場）
- #51（2011年03月10日）: リ・ユノ（スクウェア・エニックス『ファンタジーアース ゼロ』プロデューサー）、ウチヤマさん（ゲームポット『ファンタジーアース ゼロ』ゲームマスター）
- #52（2011年03月24日）: ゆかな（※2回目の登場）
- #54（2011年04月21日）: 早見沙織、石田彰（※ドラマパート、ジングルのみ）
- #55（2011年05月05日）: 伊藤賢治（※3回目の登場）
- #56（2011年05月19日）: 中村悠一（※7回目の登場）
- #57（2011年06月02日）: 横山賢介（『LORD of VERMILION』ディレクター、不死企画担当）
- #58（2011年06月16日）: 磯村知美
- #60（2011年07月14日）: 横山賢介（※2回目の登場）
- #61（2011年07月28日）: 細谷佳正
- #63（2011年08月25日）: 祁答院慎（※3回目の登場）[30]
- #64（2011年09月08日）: 羽海野チカ（※3回目の登場）、中村悠一（※8回目の登場）
- #66（2011年10月06日）: 伊藤賢治（※4回目の登場）
- #68（2011年11月03日）: 阪口大助（※3回目の登場）、芳井美佐子（コナミデジタルエンタテインメント、広報担当）
- #69（2011年11月17日）: KENN（※2回目の登場）
- #70（2011年12月01日）: 森川智之
- #71（2011年12月15日）: 森利道（アークシステムワークス『BLAZBLUE』シリーズ プロデューサー）
- #72（2011年12月29日）: 江川大輔（※2回目の登場）、近藤浩徳（※3回目の登場）、青木瑠璃子（※ドラマパートのみ)
- #73（2012年01月12日）: 中村悠一（※9回目の登場）
- #74（2012年01月26日）: 小野大輔（※2回目の登場）
- #75（2012年02月09日）: 内田明理（※2回目の登場）、丹下桜
- #76（2012年02月23日）: ジョイまっくす
- #77（2012年03月08日）: 早見沙織（※2回目の登場）、青木瑠璃子（※ドラマパートのみ)
- #79（2012年04月05日）: 山口立花子
- #80（2012年04月19日）: 井上喜久子
- #81（2012年05月03日）: 平川大輔
- #82（2012年05月17日）: 安元洋貴（※2回目の登場）
- #84（2012年06月14日）: ゆかな（※3回目の登場）
- #85（2012年06月28日）: 今井麻美
- #86（2012年07月12日）: 市来光弘
- #87（2012年07月26日）: 山本希望
- #88（2012年08月09日）: 野宮一範
- #89（2012年08月23日）: 祁答院慎（※4回目の登場）
- #91（2012年09月20日）: 井澤詩織
- #92（2012年10月04日）: fan114（『ロード・オブ・ヴァーミリオン』シリーズプランナー）
- #93（2012年10月18日）: 中村悠一（※10回目の登場）
- #95（2012年11月15日）: 阪口大助（※4回目の登場）
- #96（2012年11月29日）: 羽海野チカ（※4回目の登場）
- #97（2012年12月13日）: ジョイまっくす（※2回目の登場）
- #98（2012年12月27日）: 江川大輔（※3回目の登場）
- #99（2013年01月10日）: ゆかな（※4回目の登場）
- #100（2013年01月24日）: 中村悠一（※11回目の登場）、森久保祥太郎（※ドラマパートのみ）
- #101（2013年02月07日）: 押切蓮介
- #102（2013年02月21日）: The Sketchbook
- #103（2013年03月07日）: 脇康平（『デーモントライヴ』プロデューサー）、植田隆太（『デーモントライヴ』アートディレクター）、杉山圭一（『デーモントライヴ』サウンド担当）
- #104（2013年03月21日）: 江口拓也
- #105（2013年04月04日）: 島﨑信長
- #106（2013年04月18日）: 小野友樹（※2回目の登場）
- #107（2013年05月02日）: MEN店長（PLUCK店長）、ふなつ一輝
- #109（2013年05月30日）: 高橋名人
- #110（2013年06月13日）: The Sketchbook（※2回目の登場）
- #111（2013年06月27日）: 祁答院慎（※5回目の登場）、佐々木智代
- #112（2013年07月11日）: 内田明理（※3回目の登場）
- #113（2013年07月25日）: 茅原実里
- #114（2013年08月08日）: 森利道（※2回目の登場）、祁答院慎（※6回目の登場）
- #116（2013年09月05日）: 筋肉先生
- #117（2013年09月19日）: 細谷佳正（※2回目の登場）
- #118（2013年10月03日）: 丹下桜（※2回目の登場）
- #119（2013年10月17日）: 瀬戸麻沙美
- #121（2013年11月14日）: 高橋未奈美
- #122（2013年11月28日）: 三宅麻理恵
- #123（2013年12月12日）: 阪口大助（※5回目の登場）
- #124（2013年12月26日）: 江川大輔（※4回目の登場）、近藤浩徳（※4回目の登場）
- #125（2014年01月09日）: 中村悠一（※12回目の登場）
- #126（2014年01月23日）: 後藤ヒロキ
- #127（2014年02月06日）: 原嶋あかり
- #128（2014年02月20日）: 間宮康弘
- #129（2014年03月06日）: 野島裕史
- #130（2014年03月20日）: ジョイまっくす（※3回目の登場）
- #131（2014年04月03日）: 太田垣康男
- #132（2014年04月17日）: 浜添伸也
- #133（2014年05月01日）: 上坂すみれ
- #134（2014年05月15日）: 荒川美穂
- #136（2014年06月12日）: 内田雄馬
- #137（2014年06月26日）: 後藤沙緒里
- #138（2014年07月10日）: 藤原貴弘
- #139（2014年07月24日）: 南治輝（サンエル エルダイスの地図総合プロデューサー）、後藤宏文（サンエル エルダイスの地図ディレクター）
- #140（2014年08月07日）: 山口立花子（※2回目の登場）、祁答院慎（※7回目の登場）
- #141（2014年08月21日）: ふなつ一輝（※2回目の登場）、MEN店長（※2回目の登場）
- #142（2014年09月04日）: KENN（※3回目の登場）
- #143（2014年09月18日）: 細谷佳正（※3回目の登場）
- #144（2014年10月02日）: 江口拓也（※2回目の登場）
- #145（2014年10月16日）: 西田望見、筋肉先生（※2回目の登場）
- #146（2014年10月30日）: 津田健次郎
- #147（2014年11月13日）: 小川祥平
- #148（2014年11月27日）: Lotus Juice
- #149（2014年12月11日）: 中山雅弘
- #150（2014年12月25日）: 江川大輔（※5回目の登場）、近藤浩徳（※5回目の登場）、西田望見（※ドラマパートのみ）
- #151（2015年01月08日）: 江川大輔（※6回目の登場）、近藤浩徳（※6回目の登場）、小野賢章（※ドラマパートのみ）、西田望見（※ドラマパートのみ）
- #152（2015年01月22日）: 田辺留依
- #153（2015年02月05日）: fan114（※2回目の登場）
- #154（2015年02月19日）: 岸誠二
- #155（2015年03月05日）: 井上喜久子（※2回目の登場）、悠木碧（※ドラマパートのみ）
- #156（2015年03月19日）: 岡本信彦（※2回目の登場）
- #157（2015年04月02日）: 森利道（※3回目の登場）
- #158（2015年04月16日）: 桜咲千依、西田望見（※2回目の登場）
- #159（2015年04月30日）: 森利道、Lotus Juice（公開録音）
- #160（2015年05月14日）: 浅井大樹（コロプラ『白猫プロジェクト』プロデューサー）[31]
- #162（2015年06月11日）: 遠藤ゆりか、細谷佳正（※ドラマパートのみ）、茅野愛衣（※ドラマパートのみ）、藍原ことみ（※ドラマパートのみ）
- #163（2015年06月25日）: 伊智生士冶
- #164（2015年07月09日）: 小松未可子、山村響
- #165（2015年07月23日）: 木村昴、前田希美、松浦愛弓、山田雅史
- #166（2015年08月06日）: 佐藤拓也
- #167（2015年08月20日）: 福井裕佳梨
- #168（2015年09月03日）: 三浦勝之、浅井大樹（※2回目の登場）
- #170（2015年10月01日）: 金元寿子、三浦勝之（※2回目の登場）、浅井大樹（※3回目の登場）
- #171（2015年10月15日）: ゆかな（※5回目の登場）
- #172（2015年10月29日）: 中村悠一、阪口大助（公開録音）
- #173（2015年11月12日）: 谷口夢奈
- #174（2015年11月26日）: 仲村宗悟
- #175（2015年12月10日）: 内藤穂之香
- #176（2015年12月24日）: 江川大輔（※7回目の登場）、近藤浩徳（※7回目の登場）
- #177（2016年01月07日）: 細谷佳正（※4回目の登場）、早見沙織（※ドラマパートのみ）、悠木碧（※ドラマパートのみ）
- #178（2016年01月21日）: 遠藤正明、長濱貴一、岡本光右
- #179（2016年02月04日）: 池田純矢、前田玲奈
- #180（2016年02月18日）: 松山ケンイチ
- #181（2016年03月03日）: 橋本結
- #182（2016年03月17日）: 豊田萌絵
- #183（2016年03月31日）: 小野賢章（※ドラマパートのみ）、石塚運昇（※ドラマパートのみ）、遠藤綾（※ドラマパートのみ）
- #185（2016年04月14日）、#186（2016年04月21日）: 中村悠一（※13回目の登場）
- #187（2016年04月28日）、#188（2016年05月05日）: 高嶋友也、山下七海
- #191（2016年05月26日）、#192（2016年06月02日）: 保志総一朗、木村明弘
- #193（2016年06月09日）、#194（2016年06月16日）: 田村奈央
- #195（2016年06月23日）、#196（2016年06月30日）: Lotus Juice（※2回目の登場）
- #197（2016年07月07日）、#198（2016年07月14日）: 中田美優
- #199（2016年07月21日）、#200（2016年07月28日）: 山田雅史（※2回目の登場）、祁答院慎（※8回目の登場）
- #201（2016年08月04日）、#202（2016年08月11日）: 三好晃祐、味里
- #203（2016年08月18日）、#204（2016年08月25日）: 手塚ヒロミチ
- #205（2016年09月01日）、#206（2016年09月08日）: 三澤紗千香
- #207（2016年09月15日）、#208（2016年09月22日）: 佐倉薫
- #209（2016年09月29日）、#210（2016年10月06日）: 拝真之介
- #213（2016年10月27日）、#214（2016年11月03日）: 羽海野チカ（※5回目の登場）
- #215（2016年11月10日）、#216（2016年11月17日）: 加隈亜衣
- #217（2016年11月24日）、#218（2016年12月01日）: 白井悠介
- #219（2016年12月08日）、#220（2016年12月15日）: 速水奨
- #221（2016年12月22日）、#222（2016年12月29日）: 江川大輔（※8回目の登場）、近藤浩徳（※8回目の登場）
- #223（2017年01月05日）、#224（2017年01月12日）: 種﨑敦美
- #225（2017年01月19日）、#226（2017年01月26日）: 祁答院慎（※9回目の登場）
- #227（2017年02月02日）、#228（2017年02月09日）: 桑原由気
- #231（2017年03月02日）、#232（2017年03月09日）: 藤井ゆきよ
- #233（2017年03月16日）、#234（2017年03月23日）: 竹内良太
- #235（2017年03月30日）、#236（2017年04月06日）: 本渡楓、羽海野チカ（※6回目の登場）
- #237（2017年04月13日）、#238（2017年04月20日）: 八代拓
- #239（2017年04月27日）、#240（2017年05月04日）: 東山奈央
- #241（2017年05月11日）、#242（2017年05月18日）: 津田健次郎（※2回目の登場）
- #245（2017年06月08日）、#246（2017年06月15日）: 石原夏織
- #247（2017年06月22日）、#248（2017年06月29日）: 橋本結（※2回目の登場）
- #249（2017年07月06日）、#250（2017年07月13日）: 東城日沙子
- #251（2017年07月20日）、#252（2017年07月27日）: 豊田萌絵（※2回目の登場）
- #253（2017年08月03日）、#254（2017年08月10日）: 浜田洋平
- #255（2017年08月17日）、#256（2017年08月24日）: 徳武竜也
- #257（2017年08月31日）、#258（2017年09月07日）: 菅沼久義
- #259（2017年09月14日）、#260（2017年09月21日）: 本泉莉奈
- #261（2017年09月28日）、#262（2017年10月05日）: 日髙のり子
- #263（2017年10月12日）、#264（2017年10月19日）: 細谷佳正（※5回目の登場）
- #267（2017年11月09日）、#268（2017年11月16日）: 笠間淳
- #269（2017年11月23日）、#270（2017年11月30日）: 柳田淳一
- #271（2017年12月07日）、#272（2017年12月14日）: 古谷大和、小林竜之
- #273（2017年12月21日）、#274（2017年12月28日）: 江川大輔（※9回目の登場）、近藤浩徳（※9回目の登場）
- #277（2018年01月18日）、#278（2018年01月25日）: 村瀬克輝
- #279（2018年02月01日）、#280（2018年02月08日）: 森利道、武内駿輔（公開録音）
- #281（2018年02月15日）、#282（2018年02月22日）: 斉藤朱夏
- #283（2018年03月01日）、#284（2018年03月08日）: 村上奈津実
- #285（2018年03月15日）、#286（2018年03月22日）: かぬか光明
- #287（2018年03月29日）、#288（2018年04月05日）: 嶋村侑
- #289（2018年04月12日）、#290（2018年04月19日）: 中村たいら（『コトダマン』開発プロデューサー）、さわえみか（『コトダマン』アートディレクター）
- #291（2018年04月26日）、#292（2018年05月03日）: 電脳少女シロ、ばあちゃる
- #293（2018年05月10日）、#294（2018年05月17日）: 長縄まりあ
- #295（2018年05月24日）、#296（2018年05月31日）: 山中拓也（ゲームクリエイター）
- #297（2018年06月07日）、#298（2018年06月14日）: fan114（※3回目の登場）、柴貴正（※3回目の登場）
- #299（2018年06月21日）、#300（2018年06月28日）: 本渡楓（※2回目の登場）
- #301（2018年07月05日）、#302（2018年07月12日）: 細谷佳正（※6回目の登場）
- #303（2018年07月19日）、#304（2018年07月26日）: 綿貫竜之介
- #305（2018年08月02日）: 電脳少女シロ（※2回目の登場）、ばあちゃる（※2回目の登場）
- #307（2018年08月16日）、#308（2018年08月23日）: ねこみみマスター
- #309（2018年08月30日）、#310（2018年09月06日）: 佐藤せつじ
- #311（2018年09月13日）、#312（2018年09月20日）: 加藤和樹
- #313（2018年09月27日）、#314（2018年10月04日）: 土師孝也
- #315（2018年10月11日）、#316（2018年10月18日）: 西山宏太朗
- #317（2018年10月25日）、#318（2018年11月01日）: 岐部昌幸
- #319（2018年11月08日）: 井上喜久子（公開録音）
- #320（2018年11月15日）: 上坂すみれ（公開録音）
- #321（2018年11月22日）、#322（2018年11月29日）: 朝ノ瑠璃（朝ノ姉妹ぷろじぇくと）
- #323（2018年12月06日）、#324（2018年12月13日）: fan114（※4回目の登場）
- #325（2018年12月20日）、#326（2018年12月27日）: 江川大輔（※10回目の登場）、近藤浩徳（※10回目の登場）
- #327（2019年01月03日）、#328（2019年01月10日）: 上野拓人（『ビーレジェンド』商品開発担当）
- #329（2019年01月17日）、#330（2019年01月24日）: 金田陽介
- #331（2019年01月31日）、#332（2019年02月07日）: フクダーダ
- #333（2019年02月14日）、#334（2019年02月21日）: シスター・クレア
- #337（2019年03月14日）、#338（2019年03月21日）: 久芳俊夫（BEAMS）
- #339（2019年03月28日）、#340（2019年04月04日）: 原田彩楓
- #343（2019年04月25日）、#344（2019年05月02日）: 上松範康
- #345（2019年05月09日）、#346（2019年05月16日）: ホリプー（マンガ家・アートディレクター）、しばたま（デザイナー・イラストレーター）
- #347（2019年05月23日）、#348（2019年05月30日）: 田嶋悠理
- #349（2019年06月06日）、#350（2019年06月13日）: 大張正己
- #351（2019年06月20日）、#352（2019年06月27日）: 小岩井ことり、味里（※2回目の登場）
- #355（2019年07月18日）、#356（2019年07月25日）: Dango団子（ゲームダッチー宣伝プロデューサー）
- #357（2019年08月01日）、#358（2019年08月08日）: 溝口琢矢
- #359（2019年08月15日）、#360（2019年08月22日）: 勇気ちひろ
- #365（2019年09月26日）、#366（2019年10月03日）: 森永千才
- #367（2019年10月10日） : 阪口大助（※7回目の登場）
- #369（2019年10月24日）、#370（2019年10月31日) : 保住有哉
- #371（2019年11月07日）、#372（2019年11月14日) : 細谷佳正（公開録音）
- #373（2019年11月21日）、#374（2019年11月28日）: 高塚智人
- #375（2019年12月05日）、#376（2019年12月12日）: 石谷春貴
- #377（2019年12月19日）、#378（2019年12月26日）: 江川大輔（※11回目の登場）、近藤浩徳（※11回目の登場）
- #379（2020年01月02日）、#380（2020年01月09日）: ミライアカリ
- #381（2020年01月16日）、#382（2020年01月23日）: 紫咲シオン
- #383（2020年01月30日）、#384（2020年02月06日）: ブリドカットセーラ恵美、伊東健人
- #389（2020年03月12日）、#390（2020年03月19日）: 岩崎諒太
- #391（2020年03月26日）、#392（2020年04月02日）: 古川登志夫
- #393（2020年04月09日）、#394（2020年04月16日）: 平川大輔（※2回目の登場）
- #397（2020年05月21日）、#398（2020年06月04日）: 木島隆一
- #399（2020年06月18日）、#400（2020年06月25日）: 結名美月
- #403（2020年07月16日）、#404（2020年07月23日）: 伊藤美来
- #405（2020年07月30日）、#406（2020年08月06日）: 高橋伸也
- #407（2020年08月13日）、#408（2020年08月20日）: 天﨑滉平
- #409（2020年08月27日）、#410（2020年09月03日）: 木内太郎
- #411（2020年09月10日）、#412（2020年09月17日）: 森なな子
- #413（2020年09月24日）、#414（2020年10月01日）: 笠間淳（※2回目の登場）
- #415（2020年10月08日）、#416（2020年10月15日）: 中山雅弘（『D4DJ』統括プロデューサー）（※2回目の登場）
- #419（2020年11月05日）、#420（2020年11月12日）: 小林親弘
- #421（2020年11月19日）、#422（2020年11月26日）: 島袋美由利
- #423（2020年12月03日）: 天海由梨奈、松嶌杏実、角倉英里子（Project:;COLD）
- #424（2020年12月10日）: 天海由梨奈、陶山恵実里、天野心愛（Project:;COLD）
- #425（2020年12月17日）、#426（2020年12月24日）: 江川大輔（※12回目の登場）、近藤浩徳（※12回目の登場）
- #427（2020年12月31日）、#428（2021年01月07日）: 朝倉ブルー、体操の先生（杉田が通うジムのトレーナー）
- #429（2021年01月14日）、#430（2021年01月21日）: 置鮎龍太郎
- #433（2021年02月11日）、#434（2021年02月18日）: 森久保祥太郎
- #435（2021年02月25日）、#436（2021年03月04日）: 星野源
- #437（2021年03月11日）、#438（2021年03月18日）: 小野友樹（※3回目の登場）